# Stanley Black
Stanley Black (ur. 14 czerwca 1913 w Londynie, zm. 27 listopada 2002 tamże) – brytyjski dyrygent, pianista jazzowy, kompozytor i aranżer muzyki rozrywkowej.
W 1929 zainteresował się jazzem, stając się jednym z czołowych brytyjskich pianistów jazzowych.
Nagrywał m.in. z Colemanem Hawkinsem, Bennym Carterem i Louisem Armstrongiem.
W latach 1944-52 był kierownikiem orkiestry tanecznej BBC.
Napisał muzykę do kilkudziesięciu filmów.